# Lazaretto
Lazaretto es el segundo álbum de estudio de Jack White. Fue lanzado el 10 de junio de 2014, por Third Man Records en colaboración con XL Recordings y Columbia Records.  Según comentó White a un medio especializado en música, Lazaretto está inspirado en una colección de relatos, poemas y canciones que escribió cuando tenía 19 años y encontró años después en su casa, decidió trabajar sobre ellos y el resultado fue este álbum.
Como anticipo al lanzamiento del álbum, el 1 de abril ya se pudo escuchar una de las canciones, High Ball Stepper. Posteriormente, el 19 de abril Jack White tocó en directo la canción que daría título al disco y el mismo día la grabó, consiguiendo así el Guiness al "disco más veloz del mundo" al editarlo y grabarlo en solo 3 horas y 55 minutos. El día 22 de abril publicó la versión de estudio del sencillo Lazaretto. El 17 de mayo nos dejó escuchar otro adelanto, la canción Just One Drink, y una semana antes del lanzamiento del disco ya podía escucharse en streaming el adelanto del álbum.

## Lista de canciones
Todas las canciones escritas por Jack White excepto «Three Women», escrita por Blind Willie McTell.

| N.º   | Título                         | Duración |  |
| 1.    | «Three Women»                  | 3:57     |  |
| 2.    | «Lazaretto»                    | 3:39     |  |
| 3.    | «Temporary Ground»             | 3:13     |  |
| 4.    | «Would You Fight for My Love?» | 4:09     |  |
| 5.    | «High Ball Stepper»            | 3:52     |  |
| 6.    | «Just One Drink»               | 2:37     |  |
| 7.    | «Alone In My Home»             | 3:27     |  |
| 8.    | «Entitlement»                  | 4:06     |  |
| 9.    | «That Black Bat Licorice»      | 3:50     |  |
| 10.   | «I Think I Found the Culprit»  | 3:49     |  |
| 11.   | «Want and Able»                | 2:34     |  |
| 39:13 |                                |          |  |